# Ferreiro
O ferreiro é uma pessoa que cria objetos de ferro ou aço forjando o metal, ou seja, através da utilização de ferramentas como fole, forja, bigorna, martelos, dobra e corte, e de outra forma moldá-la na sua forma não-líquida.
Houve uma divergência histórica entre o trabalho pesado do ferreiro e a operação mais delicada do ourives, que geralmente trabalhava em ouro, prata, estanho ou nos acabamentos de aço nobre.

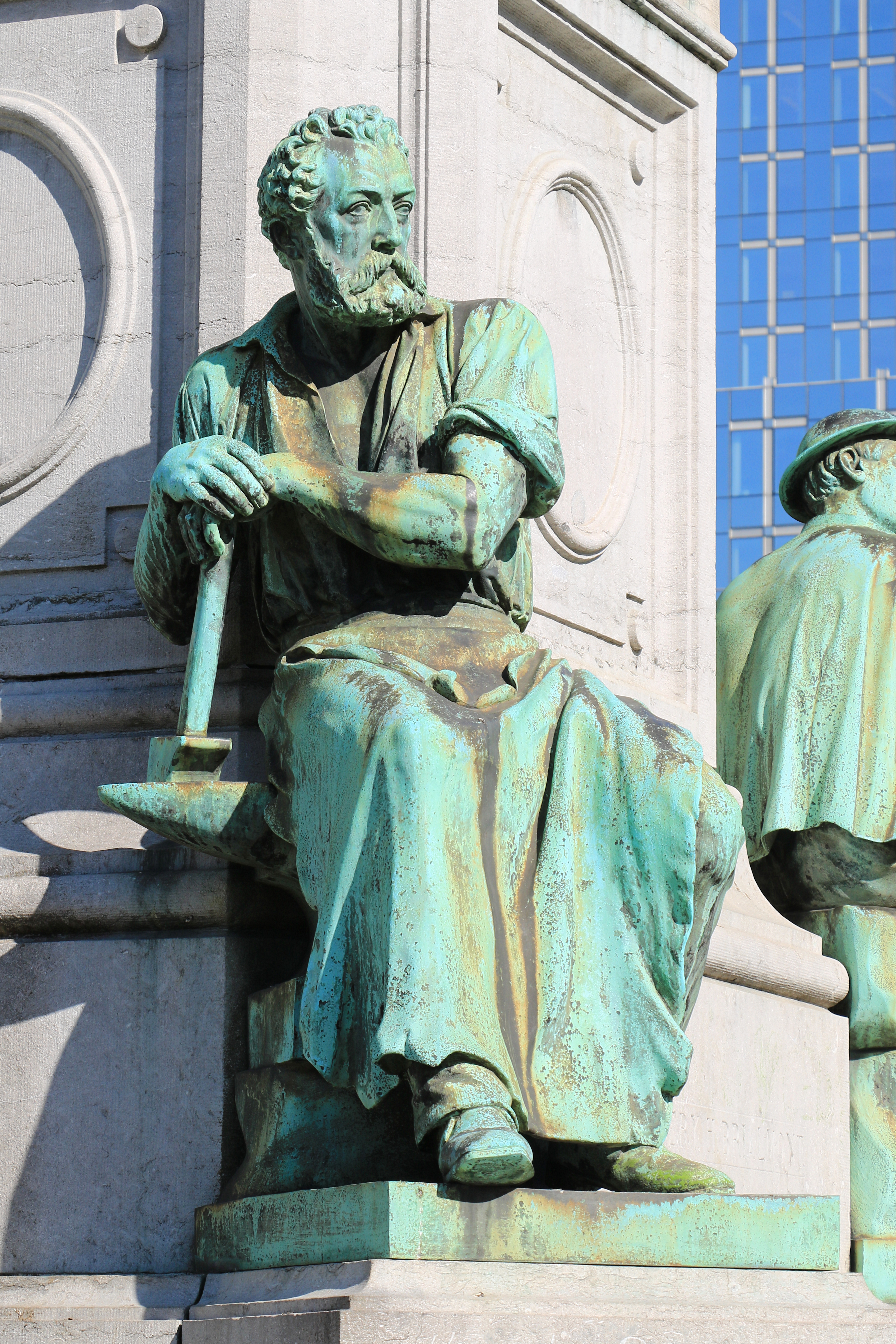
Estátua de um ferreiro (Monumento a John Cockerill em Bruxelas).

Geralmente o metal é aquecido até que brilhe vermelho ou laranja, como parte do processo de forjamento. Ferreiros produzem coisas como portões de ferro forjado, grelhadores, grades, lustres, luminárias, mobiliário, esculturas, ferramentas, implementos agrícolas, religiosos e objectos decorativos, utensílios de cozinha, e armas.

## Mitologia
Várias religiões antigas possuíam deuses dos ferreiros. Na mitologia grega, Hefesto era considerado o primeiro a trabalhar com ferro.

## História

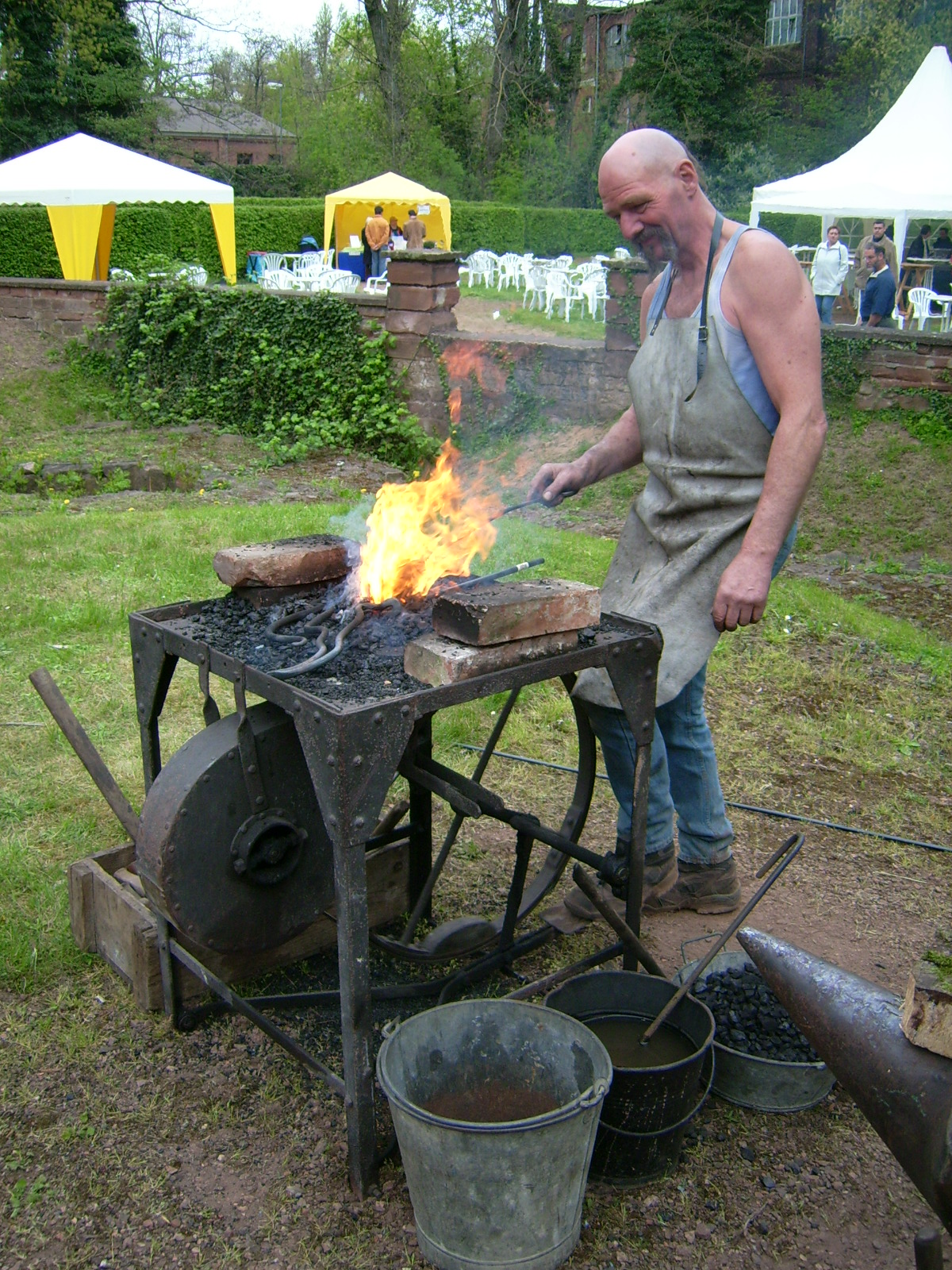
Ferreiro trabalhando em uma forja

Acredita-se que a profissão de ferreiro exista desde quando o homem aprendeu a manipular e moldar os metais (em torno de 2000 a.C.), sem grandes distinções até os tempos atuais.
Durante a Idade Média era comum a imagem do ferreiro da aldeia, responsável por praticamente toda a metalurgia do feudo ou povoado. Sendo que muitas vezes, nestes tempos, o ferreiro se tornara sinônimo de forjador de armas, já que era função dele fabricar as armas (espadas, lanças, machados, etc.) utilizados pelos soldados da época (ver: Armeiro).
Com a revolução industrial, a partir do século XVII, o ofício de ferreiro foi gradualmente sendo substituído pelas indústrias metalúrgicas, sendo que a profissão sobrevive até hoje apenas em regiões menos desenvolvidas e/ou para a forja de objetos com finalidade principalmente decorativa.
Também é conhecido como o homem dos metais pois ele trabalha principalmente com os metais apesar de trabalhar com outros materiais como o barro e a mirra.